# Laives (Saona i Loara)
Laives – miejscowość i gmina we Francji, w regionie Burgundia-Franche-Comté, w departamencie Saona i Loara.
Według danych na rok 1990 gminę zamieszkiwało 771 osób, a gęstość zaludnienia wynosiła 61 osób/km² (wśród 2044 gmin Burgundii Laives plasuje się na 307. miejscu pod względem liczby ludności, natomiast pod względem powierzchni na miejscu 764.).